# Edvard Stenij
Sten Edvard Stenij, född 26 april 1857 i Valkeala, Viborgs län, död 20 juni 1925 på Turengi järnvägsstation, var en finländsk orientalist och teolog. Han var far till Einar Stenij.
Stenij blev student 1874 och filosofie magister 1882, disputerade 1887 för filosofie licentiatgrad och adjunktur med avhandlingen De syriaca libri Iovi interpretatione quæ Peschîta vocatur. År 1888 blev han teologie kandidat och utnämndes 1889 till adjunkt i Bibelns grundspråk vid Helsingfors universitet, vilken tjänst han från 1886 bestritt. År 1896 utgav han för teologie licentiatgrad avhandlingen Galatalaiskirjeen tekstin yhtenäisyydestä (Om enhetligheten i Galaterbrevets text), avlade teologie licentiatexamen i Uppsala 1900 samt utnämndes 1902 till innehavare av den nya professuren i nytestamentlig exegetik i Helsingfors. Han hade dessförinnan utgivit Die altarabische Übersetzung der Briefe an die Hebräer, an die Römer und an die Corinther (texten i Finska vetenskapssocietetens "Acta" 1901) samt Hebreerbrefvets israelitisk-judiska bakgrund (1901). År 1909 utkom Apostoli Paavalin lähetysmatkat (Aposteln Paulus missionsresor) och 1925 Die orientalischen Studien in Finnland 1828–75 (i Finska orientsällskapets "Studia orientalia I"). Stenij, som var en trägen medarbetare i "Teologisk tidskrift", tog en betydande del i 1886 års finska bibelkommissions arbete.